# Thespieus castor
Thespieus castor is een vlinder uit de familie van de dikkopjes (Hesperiidae). De wetenschappelijke naam van de soort is voor het eerst geldig gepubliceerd in 1948 door Kenneth Hayward.